# São Rafael (distrito de São Paulo)
São Rafael, também conhecido como Parque São Rafael devido ao bairro de mesmo nome, é um distrito localizado na Zona Leste de São Paulo. Em linha reta, está há cerca de trinta quilômetros da Praça da Sé, marco-zero do município.
Em 2022, de acordo com o IBGE, o distrito tem uma população de cerca de 148 mil habitantes. Se o distrito de São Rafael fosse um município, ele seria um dos 50 mais populosos do estado de São Paulo.
De acordo com um levantamento de 2014, aproximadamente metade das moradias do distrito encontravam-se em favelas.

## Bairros
Bairros de São Rafael:
- Carrãozinho
- Conjunto Promorar Rio Claro
- Jardim Alto Alegre
- Jardim Bandeirante
- Jardim Buriti
- Jardim Colorado
- Jardim Rodolfo Pirani
- Jardim Santo André
- Jardim São Francisco
- Jardim São João
- Jardim Vila Carrão
- Núcleo Residencial Morro do Sabão
- Parque das Flores
- Parque São Rafael
- Vila Bela
- Vila Ester

## Acesso
As principais avenidas do distrito de São Rafael são as avenidas Sapopemba, Adélia Chohfi, Baronesa de Muritiba, Rodolfo Pirani e dos Sertanistas.

## Transporte
O distrito é atendido por várias linhas de ônibus e microônibus gerenciadas pela SPTrans que fazem a ligação dos vários bairros do distrito com o Terminal Metropolitano de São Mateus da EMTU e com as estações de metrô Corinthians-Itaquera, Carrão, Penha e Belém. No Terminal Metropolitano de São Mateus, existe a integração com linhas de ônibus e trólebus que ligam a região ao ABC Paulista, centro de São Paulo e outros bairros da Zonas Leste e Sudeste do município.

## Demografia
Evolução demográfica do distrito de São Rafael

## Hidrografia e relevo
No distrito de São Rafael encontram-se as nascentes de vários córregos afluentes dos rios Aricanduva e Tamanduateí. A região é tão rica em nascentes que alguns especialistas afirmam que ela deveria ser considerada como área de preservação aos mananciais, tal como ocorre com regiões da Zona Sul de São Paulo, próximas às represas Billings e Guarapiranga.
A topografia do distrito de São Rafael é plana na maior parte, todavia, existindo muitos vales em função dos vários córregos que cortam o distrito.
A elevação mais importante ocorre na divisa do divisa do distrito de São Rafael com o distrito de Iguatemi e com o município de Mauá. É o Pico do Cruzeiro (ou Mutuçununga), com 998 metros de altitude (o segundo ponto mais alto no município de São Paulo, superado apenas pelo Pico do Jaraguá com 1.135 metros). Do Morro do Cruzeiro é possível avistar toda a Zona Leste de São Paulo, parte do ABC Paulista e outras regiões da Grande São Paulo. Nos últimos anos, a comunidade do distrito e a administração municipal vêm tratando da transformação da região do Morro do Cruzeiro em área de preservação ambiental e atração turística na Região.

## Distritos limítrofes
- São Mateus (Oeste e Norte)
- Iguatemi (Leste)

## Município limítrofe
- Mauá (Sul e Oeste)